# فولكس
شركة فولك (بالإنجليزية: Volks, Inc)‏ (باليابانية ボークス؟) هي شركة مقرها اليابان وهي تنتج مجموعات ميكا والمرآب وكذلك مجموعة دمى دولفاي، ودولفاي سوبر دريم. مقر الشركة في كيوتو، ولها نحو 30 متجرا في جميع أنحاء العالم، وتبلغ مبيعاتها السنوية حوالي 50 مليون دولار، حسب التقديرات عام 2008.